# Branislav Krstić
Branislav Krstić (serbisch-kyrillisch Бранислав Крстић, auch Branislav Krstić-Brano; * 1922; † Januar 2016 in Belgrad) war ein serbischer Architekt und Stadtplaner. Er war postgraduierter Professor an der Fakultät für Architektur der Universität Belgrad, kurzzeitig war er auch Mitglied des jugoslawischen Bundesrats.
Krstić arbeitete lange für das UNESCO World Heritage Committee, unter anderem über Kulturdenkmäler im Kosovo. Seit 1992 hat er wiederholt sowohl der serbisch-jugoslawischen Regierung als auch der Serbischen Akademie der Wissenschaften und Künste mehrere Vorschläge zur Teilung des Kosovo zwischen Serben und Albanern unterbreitet, zuletzt 2001 einen Vorschlag zur Kantonisierung auf ethnischer Grundlage.

## Werke
- Kosovo između istorijskog i etničkog prava (Kosovo zwischen historischem und ethnischem Recht), 1992/94
- Kosovo: Facing the Court of History (Kosovo: Facing Judgment of History), 2001/04